# Ђула Штраус
Ђула Штраус (мађ. Strausz Gyula László János) је био мађарски атлетичар који се такмичио на Летњим олимпијским играма 1900. Учествовао је у такмичењу у бацању диска и завршио је четрнаести и у такмичењу у скоку удаљ где је завршио десети са даљине од 6.01 метар.

## Спортска каријера

### Првенство Мађарске у атлетици
Као атлетичар Будимпештанског ЕАК-а (БЕАК) бавио се скоком у вис, скоком у даљ и бацањем диска.
Његови најбољи резултати на првенству Мађарске у атлетици.
Скок у вис - 200 цм
Скок удаљ - 621 цм (1900)
Бацање диска - 53,24 м (1909)

### Олимпијске игре
На Летњим олимпијским играма 1900. такмичио се у скоку у даљ и у бацању диска.
| Пласман | Име         | Спорт    | Дисциплина   | Резултат |
| ------- | ----------- | -------- | ------------ | -------- |
| 10.     | Ђула Штраус | атлетика | скок удаљ    | 6,010 m  |
| 14.     | Ђула Штраус | атлетика | бацање диска | &29,80 m |

Атлетска такмичења Летњих олимпијских међуигара 1906. одржана су у Атини, где је Ђула Штраус стартовао у дисциплинама бацање диска, грчко бацање диска и бацање копља, али са постигнутим резултатима није прошао у даљњу фазу такмичења.